# 中屋敷侑史
中屋敷 侑史（なかやしき ゆうし、1997年6月29日 - ）は、北海道釧路市出身のプロアイスホッケー選手。ポジションはフォワード。名古屋オルクスに所属。

## 経歴

### イーグルス時代
北海道釧路江南高等学校時代に王子イーグルスから声が掛かり、2年時に正式にオファーを受けた。卒業後、2016-2017シーズンより王子へ入団。
2020-2021シーズンはチームメイトの中島彰吾と同数でリーグ最多得点（18G）を記録するなどコンスタントに得点をあげ、チームに貢献している。
2023-2024シーズンはシーズン中の2023年10月31日に11月に苫小牧市にて実施されたアイスホッケー男子日本代表の国内合宿の参加メンバーに選出された。2024年1月16日にレッドイーグルスの本拠地であるnepiaアイスアリーナと安平町の安平町スポーツセンターにて実施されたアイスホッケー男子日本代表の国内合宿の参加メンバーに選出された。1月29日にハンガリーのブダペストで開催されたミラノ・コルティナダンペッツォオリンピックの3次予選と事前合宿の参加メンバーに選出された。
オフの2024年4月8日に安平町の安平町スポーツセンターで開催されたアイスホッケー男子日本代表の選考合宿に参加するメンバーに選出された。5月15日にレッドイーグルスと再契約を結んだ。
2024-2025シーズンはシーズン開幕前の2024年6月19日に『週刊文春』にて不倫と妻へのDVを報じられ、同誌の直接取材で不倫について認めたものの、DVについては否定した。レッドイーグルスからは事実確認を受け、当該期間中はチームから離脱した。6月24日に中屋敷本人の申し出でレッドイーグルスとの契約を終了した。

### オルクス時代
2024年のシーズン途中に名古屋オルクスへ加入した。

## 詳細情報

### 個人記録
| 2016-17          | 王子             | アジア           | 41  | 7  | 4  | 11  | 36  | 2  | 1  | 0  | 1  | 0  |
| 2017-18          | 王子             | アジア           | 26  | 3  | 2  | 5   | 11  | 12 | 0  | 0  | 0  | 0  |
| 2018-19          | 王子             | アジア           | 34  | 5  | 3  | 8   | 10  | 3  | 0  | 0  | 0  | 0  |
| 2019-20          | 王子             | アジア           | 36  | 13 | 8  | 21  | 22  | 3  | 1  | 0  | 1  | 2  |
| 2020-21          | 王子             | アジア           | 24  | 18 | 14 | 32  | 20  | -- | -- | -- | -- | -- |
| 2021-22前期      | レッド           | アジア           | 15  | 7  | 7  | 14  | 10  | -- | -- | -- | -- | -- |
| 2021-22後期      | レッド           | アジア           | 10  | 8  | 5  | 13  | 8   | 3  | 1  | 0  | 1  | 2  |
| 2022-23          | レッド           | アジア           | 39  | 29 | 14 | 43  | 39  | -- | -- | -- | -- | -- |
| 2023-24          | レッド           | アジア           | --  | -- | -- | --  | --  | -- | -- | -- | -- | -- |
| アジアリーグ通算 | アジアリーグ通算 | アジアリーグ通算 | 225 | 90 | 57 | 147 | 156 | 23 | 3  | 0  | 3  | 4  |

### 代表歴
- 2026年ミラノ・コルティナダンペッツォオリンピック3次予選（2024年）